# Lucilla

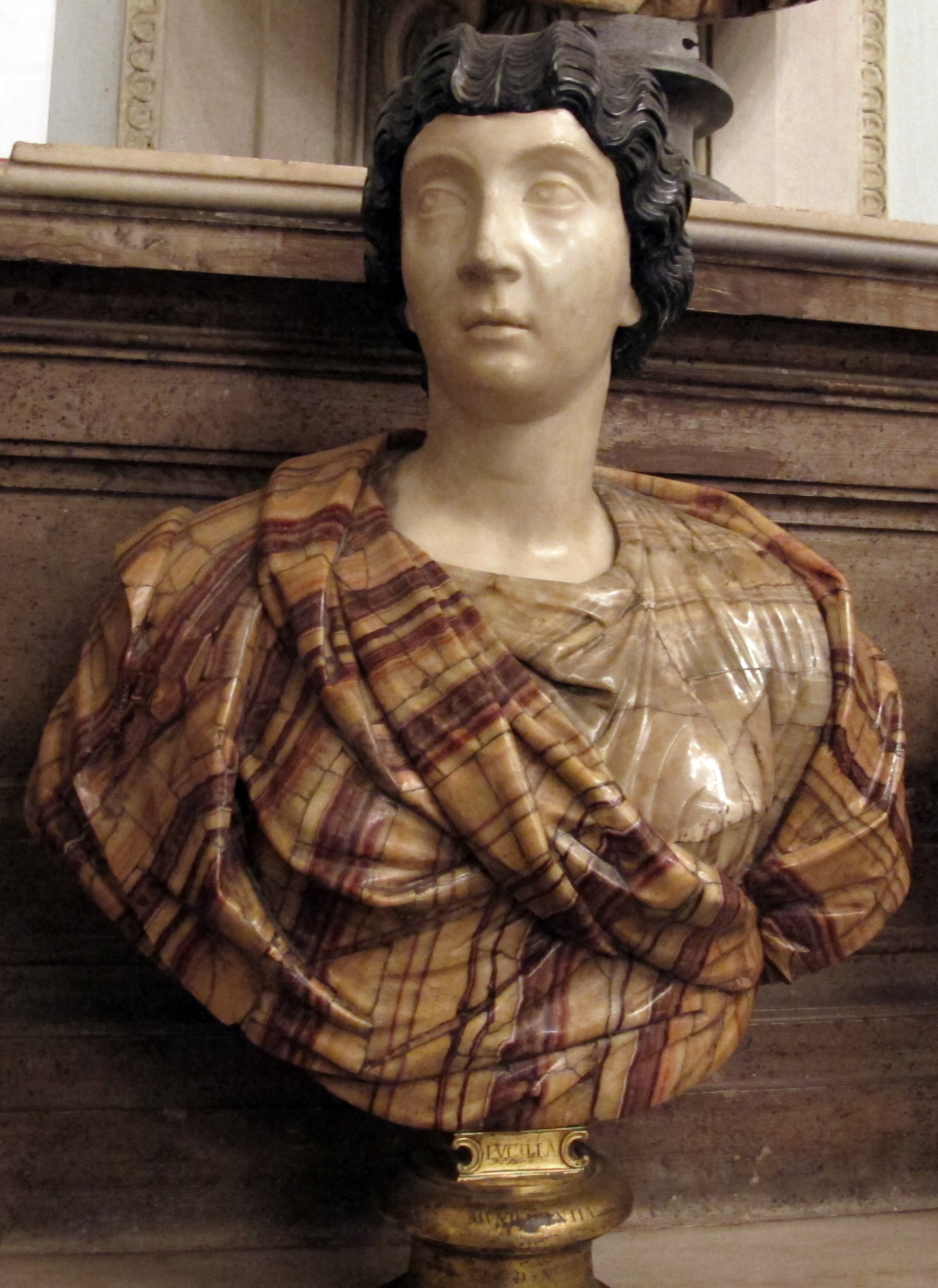
Ženská busta, možná zobrazující Lucillu, 160-180 n. l.

Annia Aurelia Galeria Lucilla neboli Lucilla (7. března 148/150, Řím – 182) byla druhá dcera římského císaře Marka Aurelia a jeho manželky Faustiny mladší. Byla manželkou otcova spoluvládce a adoptivního bratra Lucia Vera a starší sestrou pozdějšího císaře Commoda. Commodus nařídil po neúspěšném pokusu o atentát a převrat Lucillinu popravu; bylo jí asi 33 let.

## Dětství a rodina
Lucilla se narodila a vyrůstala v Římě do vlivné politické rodiny jako mladší dvojče svého staršího bratra Gamella Lucilla, který zemřel kolem roku 150. Jejími prarodiči byli římský císař Antoninus Pius a Faustina starší, Domitia Calvilla a praetor Marcus Annius Verus. Její otec Marcus Aurelius se stal v roce 161 římským císařem.

## Manželství a císařovna

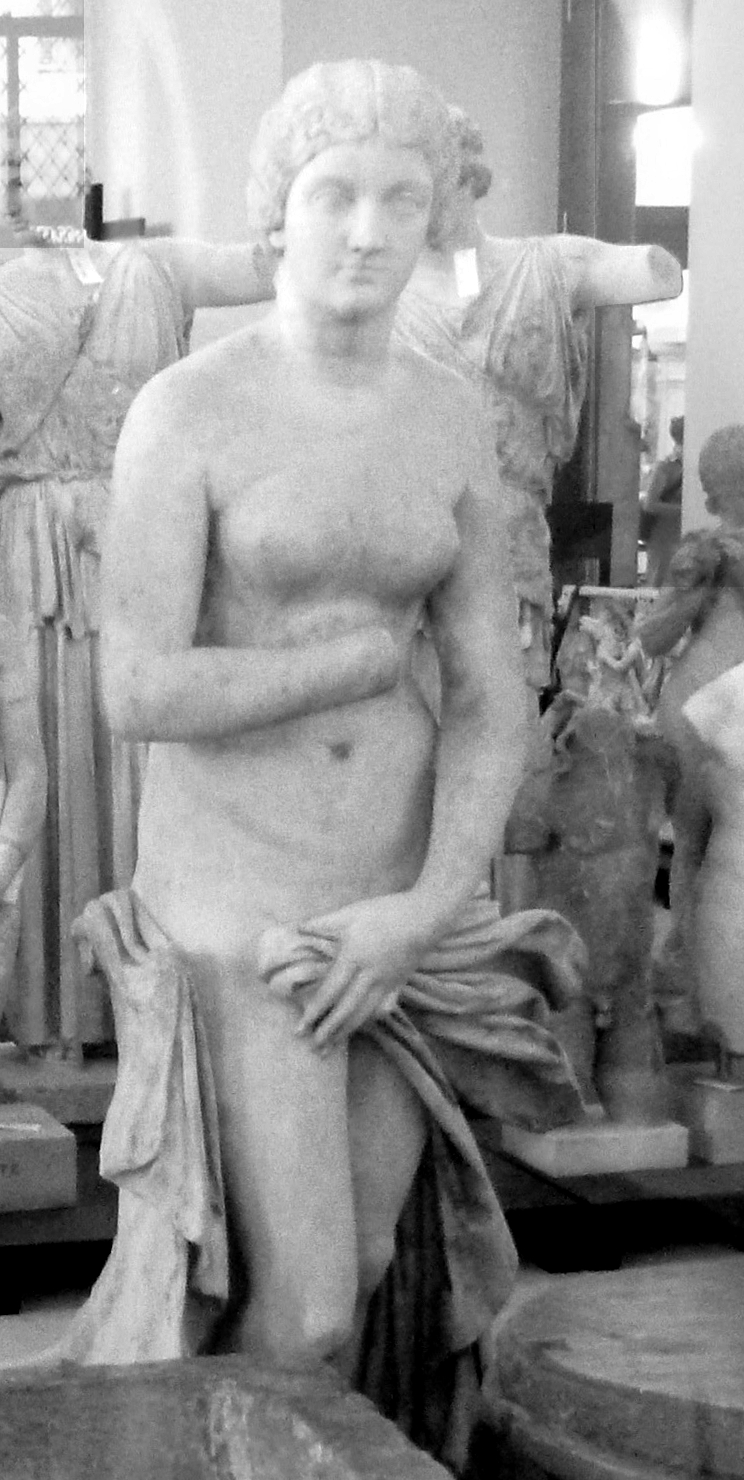
Lucilla vyobrazená jako Venuše, 166-169 n. l.

V roce 161, když jí bylo mezi 11 a 13 lety, jí otec domluvil sňatek se svým spoluvládcem Luciem Verem. Verus, o osmnáct let starší, než ona, se s ní oženil o tři roky později v Efezu. Sňatkem obdržela titul Augusta a stala se římskou císařovnou. V téže době Marcus Aurelius a Lucius Verus bojovali v Parthské válce v Sýrii.
Lucilla měla s Lucie Verem tři děti:
- Aurelia Lucilla
- Lucilla Plautia
- Lucius Verus

Aurelia a chlapec zemřeli malí.

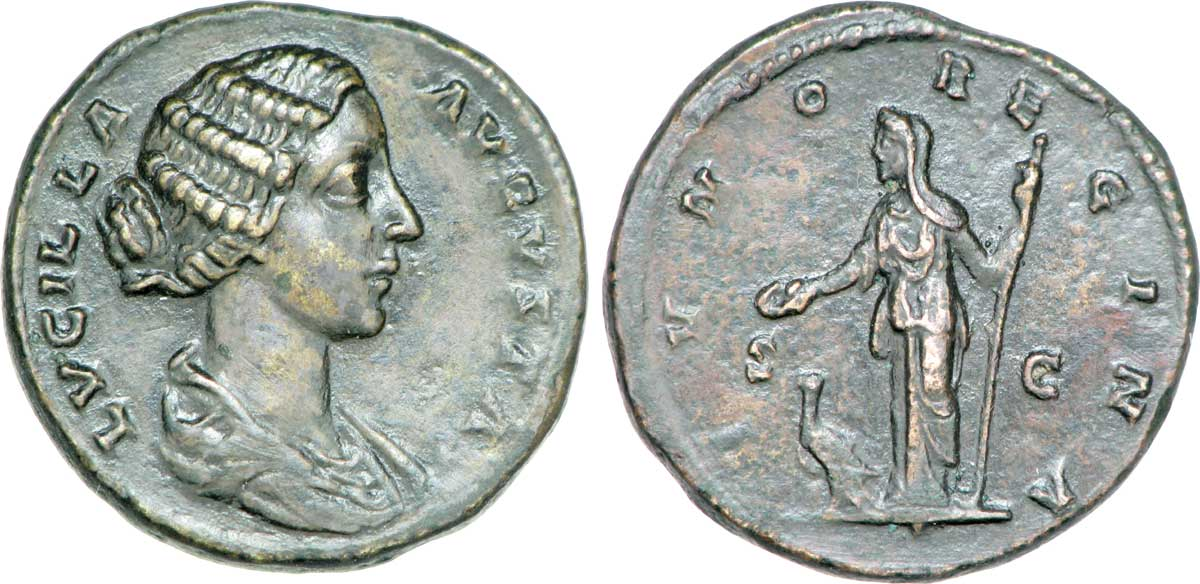
Dupondius zobrazující Lucillu Augustu (avers) a Juno Reginu s pávem (revers)

Lucilla byla vlivná a respektovaná žena a své postavení si užívala. Trávila mnoho času v Římě, zatímco Lucius Verus byl mnoho času z Říma pryč, plnit své povinnosti spoluvládce. Verus zemřel kolem roku 168/169 při návratu z válečného divadla v Podunají a tím Lucilla ztratila postavení císařovny.
Kvůli svému příbuzenství s císařem Aureliem a zesnulým spolucísařem Verem a svému královskému potomstvu nebyla odsouzena k dlouhodobému vdovství, a tak jí otec krátce poté, v roce 169, našel druhého manžela, Tiberia Claudia Pompeiana z Antiochie. Byl římský Syřan, dvakrát byl konzulem a politickým spojencem jejího otce, ale Lucilla a její matka byly přesto proti sňatku, částečně proto, že to byl méně než ideální partner, částečně proto, že Quintianus byl nejméně dvakrát starší než Lucilla, také ale proto, že nebyl z jejího vlastního římského nobilis společenského postavení, ačkoli byl potomkem vládců na Východě. Svatba však proběhla a Lucilla následujícího roku 170 porodila syna Pompeiana.

## Vzestup Commoda
V roce 172 doprovázela Lucilla s manželem Marka Aurelia do Vindobony, aby ho podpořila při dunajském vojenském tažení a byli s ním 17. března 180, kdy zemřel a novým císařem se stal Commodus. Změna na trůně znamenala konec nadějí, že by se Lucilla mohla stát znovu císařovnou a vrátila se s Quintianem do Říma.
Lucilla nebyla šťastná z poklidného života soukromého římského občana a nenáviděla svou švagrovou Bruttiu Crispinu. Postupem času se Lucilla začala velmi zajímat o nevyzpytatelné chování svého bratra Commoda a jeho výsledný vliv na stabilitu impéria.

## Plán na zavraždění Commoda
Ve světle bratrovy nestabilní vlády se Lucilla v roce 182 zapojila do spiknutí s cílem zavraždit Commoda a nahradit ho svým manželem a sebou. Mezi jejími spolu konspirátory byli pretoriánský prefekt Publius Tarrutenius Paternus, její dcera Plautia z prvního manželství, synovec jejího manžela Quintianus, její bratranec bývalý konzul Marcus Ummidius Quadratus Annianus a jeho sestra Ummidia Cornificia Faustina.
Quintianův synovec, mávající dýkou nebo mečem, zmařil pokus o atentát. Když se vyřítil ze svého úkrytu, aby spáchal čin, pochlubil se Commodovi: „Zde je to, co vám Senát posílá“, přičemž prozradil své záměry dříve, než měl příležitost jednat. Commodova stráž byla rychlejší než Quintianus a případný vrah byl přemožen a odzbrojen, aniž by císaře zranil.
Commodus nařídil smrt Quintianova synovce a Marka Ummidia Quadrata Anniana a vyhoštění Lucilly, její dcery a Ummidie Cornificie Faustiny na italský ostrov Capri. Později téhož roku za nimi poslal centuriona, který je popravil. Lucillin Pompeianus byl později zabit Caracallou.

## V populární kultuře
- Film Pád Římské říše z roku 1964. Lucilla je ztvárněna herečkou Sophií Loren, její podíl na zápletce filmu má jen velmi volný vztah k Lucillinu skutečnému životu.
- Film Gladiátor z roku 2000. Lucilla je ztvárněna herečkou Connie Nielsen.
- Šestidílný dokument Římská říše: vláda krve z roku 2016. Lucilla je ztvárněna herečkou Tai Berdinner-Blades.